# NGC 7685
NGC 7685 је спирална галаксија у сазвежђу Рибе која се налази на NGC листи објеката дубоког неба.
Деклинација објекта је + 3° 54' 6" а ректасцензија 23h 30m 33,3s. Привидна величина (магнитуда) објекта NGC 7685 износи 13,2 а фотографска магнитуда 13,9. NGC 7685 је још познат и под ознакама UGC 12638, MCG 1-59-87, CGCG 406-121, IRAS 23279+0337, PGC 71628.